# William Hayes Fisher, 1. Baron Downham

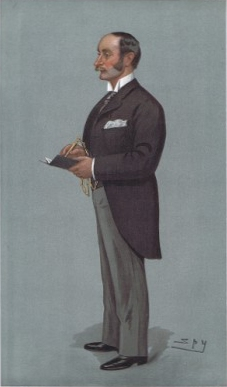
William Hayes Fisher in einer Karikatur von Spy in der Zeitschrift Vanity Fair (3. Mai 1900)

William Hayes Fisher, 1. Baron Downham PC KGStJ (* 1853 in Downham, Norfolk; † 2. Juli 1920 im Garten von Buckingham Palace, London) war ein britischer Politiker der Conservative Party, der zwischen 1885 und 1906 sowie erneut von 1910 bis 1918 Mitglied des House of Commons war. 1918 wurde er als Baron Downham in den erblichen Adelsstand (Hereditary Peerage) erhoben und gehörte damit bis zu seinem Tod dem House of Lords als Mitglied an. Er war unter anderem zwischen 1918 und 1919 Chancellor of the Duchy of Lancaster.

## Leben

### Rechtsanwalt und Unterhausabgeordneter
Fisher war Sohn des Geistlichen Frederick Fisher sowie dessen Ehefrau Mary Hayes und absolvierte seine schulische Ausbildung am Haileybury College. Im Anschluss absolvierte er ein grundständiges Studium am University College London (UCL), das er 1876 mit einem Bachelor of Arts (B.A.) abschloss. Ein darauf folgendes postgraduales Studium am University College London beendete er 1878 mit einem Master of Arts (M.A.). 1879 erhielt er seine anwaltliche Zulassung bei der Anwaltskammer (Inns of Court) von Inner Temple und nahm danach eine Tätigkeit als Rechtsanwalt (Barrister-at-Law) auf.
Am 24. November 1885 wurde Fisher als Kandidat der Conservative Party erstmals zum Mitglied des House of Commons gewählt und vertrat in diesem bis zum 12. Januar 1906 den Wahlkreis Fulham. Am 3. August 1886 wurde er Parlamentarischer Privatsekretär von Michael Hicks Beach, dem Irlandminister (Chief Secretary for Ireland) im Kabinett von Premierminister Robert Gascoyne-Cecil, 3. Marquess of Salisbury, und bekleidete dieses Amt bis 1887. Im Anschluss war zwischen 1887 und dem 15. August 1892 Privatsekretär von Irlandminister Arthur James Balfour, dem Nachfolger von Hicks im Kabinett des Marquess of Salisbury.
Nachdem Robert Gascoyne-Cecil, 3. Marquess of Salisbury, am 25. Juni 1895 als Premierminister sein drittes Kabinett gebildet hatte, wurde Fisher sowohl Parlamentarischer Geschäftsführer (Government Whip) als auch Finanzsekretär im Schatzamt (Finance Secretary to the Treasury) und bekleidete beide Ämter bis zum Ende von Salisburys Amtszeit am 11. Juli 1902. In der darauf folgenden Regierung von Premierminister Arthur James Balfour übte er zwischen 1902 und 1903 noch weiterhin die Funktion als Finance Secretary to the Treasury aus. 

### Minister und Oberhausmitglied
Nach seinem Ausscheiden aus dem Unterhaus war Fisher von 1907 bis 1913 Beigeordneter (Alderman) der City of London. Am 15. Januar 1910 wurde er für die konservativen Tories abermals Mitglied des Unterhauses und vertrat in diesem erneut bis zum 14. Dezember 1918 den Wahlkreis Fulham. 1911 wurde er Mitglied des Privy Council (P.C.) und fungierte zwischen 1915 und 1917 als Parlamentarischer Sekretär in einem Ministerium. Am 28. Juni 1917 wurde er von Premierminister David Lloyd George zum Nachfolger von Walter Long als Kommunalminister (President of the Local Government Board) in dessen Koalitionsregierung berufen und übte dieses Ministeramt bis zu seiner Ablösung durch Auckland Geddes am 4. November 1918 aus.
Am 4. November 1918 wurde Fisher Nachfolger von Max Aitken, 1. Baron Beaverbrook von Premierminister Lloyd George zum Kanzler des Herzogtums Lancaster (Chancellor of the Duchy of Lancaster) ernannt und übte dieses Amt bis zu seiner Ablösung durch David Lindsay, 27. Earl of Crawford bis zum 10. Januar 1919 aus. Gleichzeitig wurde er am 4. November 1918 auch Nachfolger von Baron Beaverbrook als Informationsminister und verblieb in dieser Funktion bis zur Auflösung des Ministeramtes am 10. Januar 1919.
Durch ein Letters Patent vom 16. November 1918 wurde Fisher, der auch Knight of the Grace des Order of Saint John (KGStJ) war, als Baron Downham, of Fulham in the County of London, in den erblichen Adelsstand (Hereditary Peerage) der Peerage of the United Kingdom erhoben und gehörte als solcher bis zu seinem Tod am 2. Juli 1920 dem House of Lords als Mitglied an. Während dieser Zeit war er 1919 Vorsitzender des Stadtrates von London (London City Council) und fungierte zeitweilig auch als Vorstandsvorsitzender des Versicherers Eagle Insurance Company.
Aus seiner 1895 geschlossenen Ehe mit Florence Fisher ging die Tochter Rachel Florence Fisher hervor. Da er somit ohne männlichen Nachkommen verstarb, erlosch mit seinem Tod der Titel des Baron Downham.